# Čerhov
Čerhov és un poble i municipi d'Eslovàquia. Es troba a la regió de Košice, a l'est del país.

## Història
La primera referència escrita de la vila data del 1067.

## Demografia
| Godina             | 1994 | 2004    | 2014   | 2024   |
| ------------------ | ---- | ------- | ------ | ------ |
| Nombre de persones | 671  | 819     | 765    | 754    |
| Diferència         |      | +22,05% | −6,59% | −1,43% |

| Godina             | 2023 | 2024 |
| ------------------ | ---- | ---- |
| Nombre de persones | 754  | 754  |
| Diferència         |      | +0%  |